# 3.º Ejército (Imperio alemán)
El 3.º Ejército (en alemán: 3. Armee / Armeeoberkommando 3 / A.O.K. 3) fue un nivel de mando de ejército del Ejército Imperial Alemán en la I Guerra Mundial. Fue formado en la movilización de agosto de 1914 aparentemente a partir de la II Inspección del Ejército. Este ejército fue disuelto en 1919 durante la desmovilización después de la guerra.

## Historia
Tras la movilización Max von Hausen (Ministro de Guerra sajón) recibió el mando del 3.º Ejército que consistía principalmente de tropas sajonas. El ejército participó en la batalla de las Fronteras, principalmente en la batalla de Dinant y en la batalla de Charleroi y el ejército fue responsable de la destrucción de Reims en septiembre de 1914. Cuando el 2.º Ejército se retiró después de la Primera batalla del Marne, Hausen vio expuesto su flanco y ordenó una retirada. Tras la estabilización del frente en el río Aisne, Hausen fue relevado de su mando y reemplazado por el General Karl von Einem.
Tras rechazar a los franceses en laPrimera batalla de Champagne (la ofensiva Champagne-Marne) en febrero-marzo y la Segunda batalla de Champagne (septiembre-noviembre) de 1915 respectivamente, el 3.º Ejército participó en las tres batallas del Aisne y derrotó al Cuarto Ejército (General Anthoine) parte del Groupe d'armées du Centre (General Philippe Petain) durante la Segunda batalla del Aisne como parte de la Ofensiva de Nivelle entre el 16 de abril y el 15 de mayo de 1917.
Unidades del flanco derecho de Einem participaron en la ofensiva de Champagne-Marne de 15-17 de julio de 1918 apoyando el flanco este del 1.º Ejército. Después de sufrir grandes pérdidas en la batalla con la Fuerza Expedicionaria Estadounidense (General de los Ejércitos John J. Pershing) entre el 26 de septiembre y el 11 de noviembre en la Ofensiva de Meuse-Argonne, el ejército fue forzado a retirarse al norte poco antes del fin de la guerra, cuando era parte del Heeresgruppe Deutscher Kronprinz.

### Orden de batalla, 30 de octubre de 1918
| Organización del 3.º Ejército el 30 de octubre de 1918 | Organización del 3.º Ejército el 30 de octubre de 1918 | Organización del 3.º Ejército el 30 de octubre de 1918 |
| Ejército                                               | Cuerpo                                                 | División                                               |
| ------------------------------------------------------ | ------------------------------------------------------ | ------------------------------------------------------ |
| 3.º Ejército                                           | XXV Cuerpo de Reserva                                  | 9.ª División Landwehr                                  |
| 3.º Ejército                                           | XXV Cuerpo de Reserva                                  | 199.ª División                                         |
| 3.º Ejército                                           | XXV Cuerpo de Reserva                                  | 3.ª División de la Guardia                             |
| 3.º Ejército                                           | XXV Cuerpo de Reserva                                  | 1.ª División de la Guardia                             |
| 3.º Ejército                                           | XVI Cuerpo                                             | 213.ª División                                         |
| 3.º Ejército                                           | XVI Cuerpo                                             | 242.ª División                                         |
| 3.º Ejército                                           | XVI Cuerpo                                             | 1.ª División Bávara                                    |
| 3.º Ejército                                           | I Cuerpo de Reserva                                    | 202.ª División                                         |
| 3.º Ejército                                           | I Cuerpo de Reserva                                    | 14.ª División de Reserva                               |
| 3.º Ejército                                           | I Cuerpo de Reserva                                    | 203.ª División                                         |
| 3.º Ejército                                           | I Cuerpo de Reserva                                    | 195.ª División                                         |
| 3.º Ejército                                           | I Cuerpo de Reserva                                    | 76.ª División de Reserva                               |
| 3.º Ejército                                           | I Cuerpo de Reserva                                    | 42.ª División                                          |
| 3.º Ejército                                           | I Cuerpo de Reserva                                    | 103.ª División                                         |
| 3.º Ejército                                           | XXXVIII Cuerpo de Reserva                              | Sin unidades asignadas                                 |
| 3.º Ejército                                           | Trasladada a Baviera                                   | 4.ª División Bávara                                    |

## Comandantes
El 3.º Ejército tuvo los siguientes comandantes durante su existencia:
| Desde                    | Comandante                           | Previamente              | Con posterioridad                        |
| ------------------------ | ------------------------------------ | ------------------------ | ---------------------------------------- |
| 2 de agosto de 1914      | Generaloberst Max von Hausen         | Ministro de Guerra sajón | Adjunto de su Majestad el Rey de Sajonia |
| 12 de septiembre de 1914 | General de Caballería Karl von Einem | VII Cuerpo               | Retirado                                 |
| 27 de enero de 1915      | Generaloberst Karl von Einem         | VII Cuerpo               | Retirado                                 |